# Nokia 9000 Communicator
Il Nokia 9000 Communicator è stato il primo prodotto di Nokia della serie Communicator, presentato al CeBIT del 1996. Rispetto al suo equivalente successivo, l'E90 Communicator, è più grande e più pesante (397 g); iI cellulare è dotato di un processore AMD con architettura i386 da 24 MHz; è dotato di 8 MB di memoria, di cui 4 dedicati alle applicazioni, 2 ai programmi e 2 per i dati dell'utente; come sistema operativo ha GEOS 3.0.

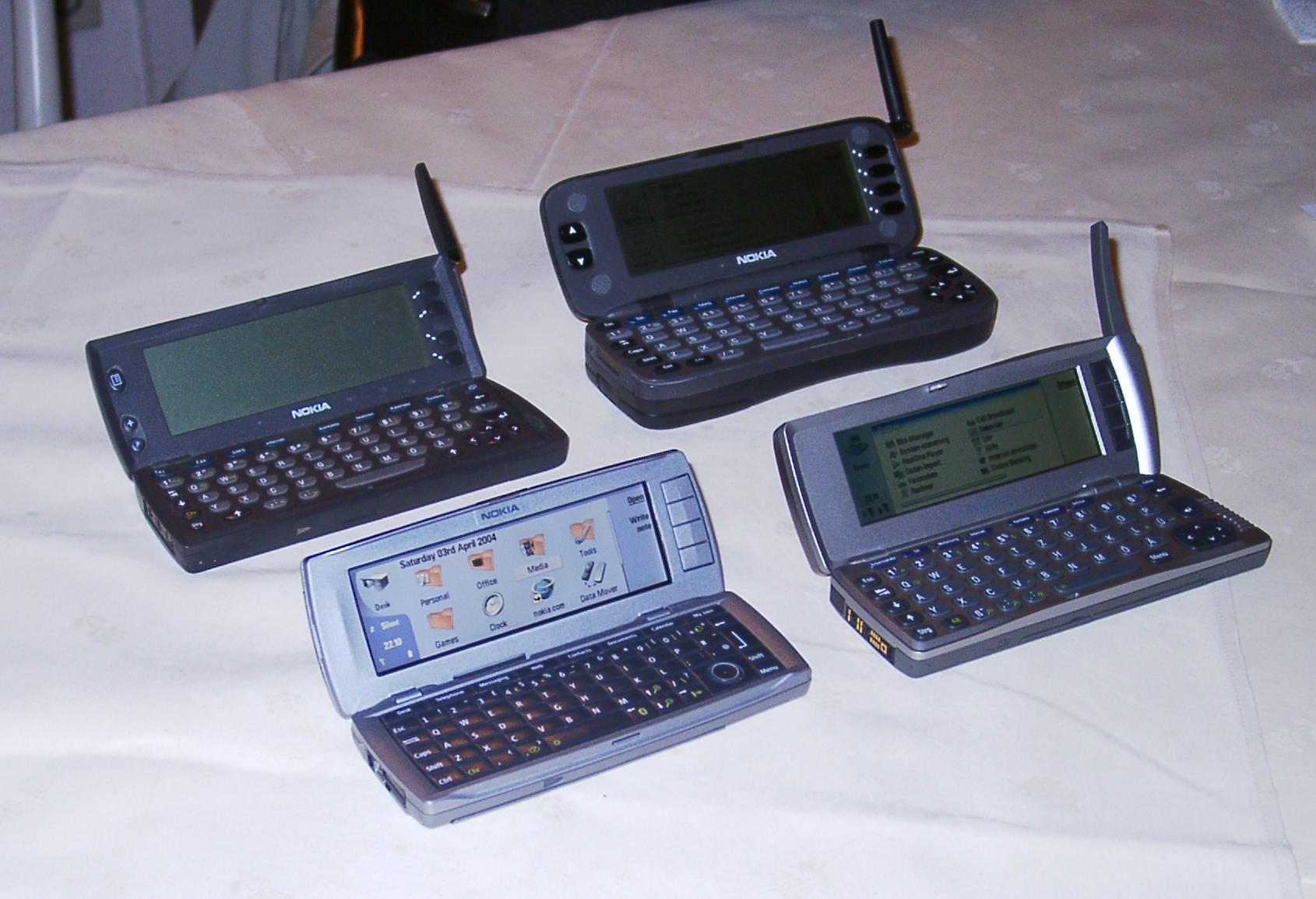
Nokia Communicator della serie 9000, partendo da dietro, da destra verso sinistra, i modelli: 9000, 9110, 9210 e 9500

Il Communicator è stato uno dei primissimi smartphone mai immessi sul mercato, dopo l'IBM Simon nel 1994 e lo HP OmniGo 700LX nel 1996.
Il Nokia 9000 Communicator è stato il primo cellulare con tastiera estesa che permette di inviare e ricevere email. Il 9000 è un terminale GSM 900 MHz con doppio display di cui quello interno monocromatico da 600 x 200 pixel; è dotato di porta infrarossi IrDA e di una batteria al litio che ne garantiva un'autonomia in stand by di 35 ore e in conversazione di 3 ore.

## 9110 Communicator
Il Nokia 9110 Communicator è un aggiornamento del modello originale del 9000 Communicator.
La principale differenza rispetto al modello precedente è data dalla massa, sensibilmente diminuita.

### Caratteristiche

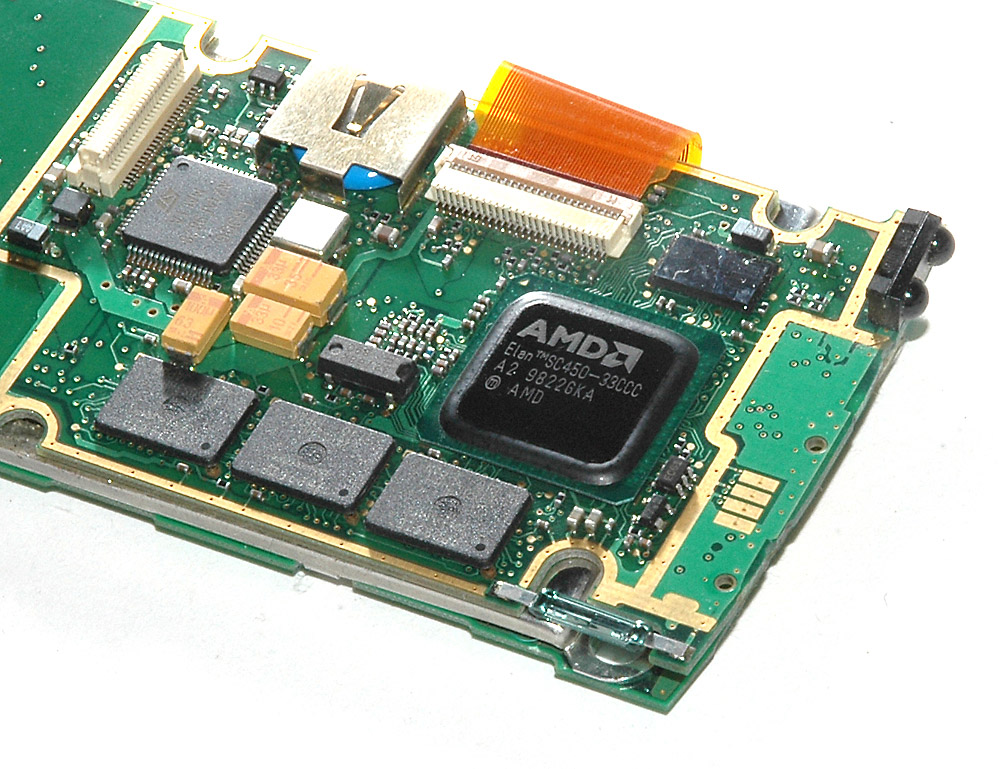
Mainboard di un Nokia 9110 Communicator

- Sistema operativo: GEOS (in esecuzione su base ROM-DOS) per il lato PDA.
- Applicazioni principali: Fax, SMS, email, Smart message, TextWeb, navigazione Web, Rubrica, Note, Calendario, Calcolatrice, Orologio con fusi orari e compositore musicale.
- Dimensioni: 158 × 56 × 27 mm.
- Massa: 253 g
- Processore: Processore AMD Elan SC450 486 da 33 MHz.[4]
- Memoria: 8 MB totali, 4 MB per sistema operativo e applicazioni, 2 MB esecuzione programmi, 2 MB dati utente, scheda di memoria MMC.

## 9210 Communicator

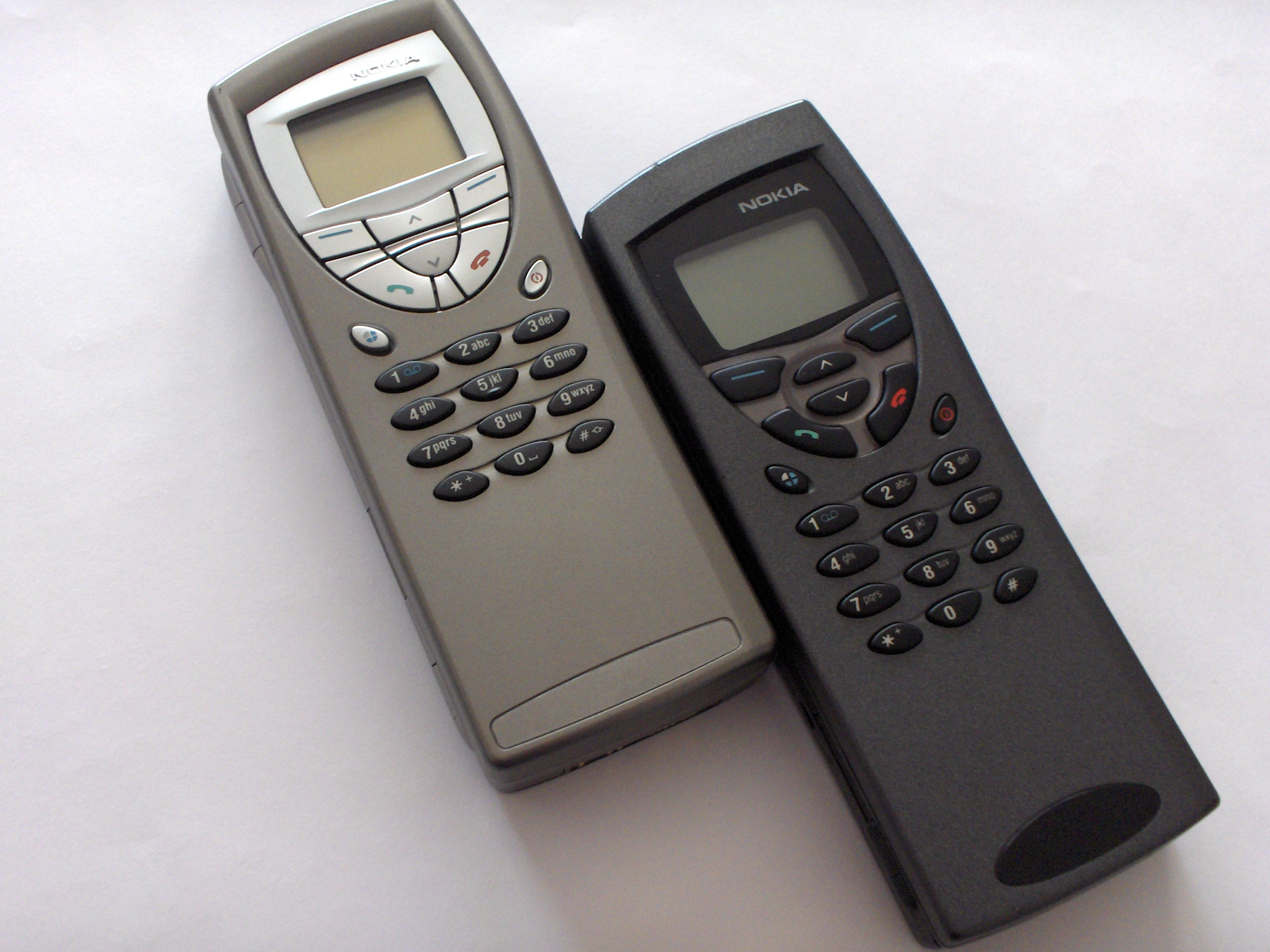
Nokia 9210 Communicator (a sinistra) e 9110 Communicator (a destra)

La linea dei prodotti 9000 e 9110 fu interrotta nel 2000, con l'introduzione del Nokia 9210 Communicator che introduceva un ampio schermo interno TFT a colori, una CPU 32-bit (la serie precedente era a 16) ARM9 a 52 MHz, 16 MB di memoria interna, navigazione web migliorata e, fatto più importante, passaggio del sistema operativo a Symbian.

### 9210i Communicator
Nel 2002 fu lanciato il 9210i che portava la memoria interna a 40MB, ed introduceva il supporto per streaming video e flash 5 nel browser.